# Avec Claude Monet
Avec Claude Monet è un documentario cortometraggio del 1966 diretto da Dominique Delouche e basato sulla vita del pittore francese Claude Monet.
Il corto ha vinto il premio "Piatto d'argento" alla 28ª Mostra internazionale d'arte cinematografica di Venezia. Inoltre, partecipa alla diciassettesima Mostra Internazionale del Film Documentario.

## Trama
Nel cortometraggio viene raccontata la vita, le opere e i viaggi svolti da Claude Monet durante la sua vita.

## Produzione
L'opera audiovisiva, registrata nel 1966 con la regia del direttore francese Dominique Delouche è stato prodotta da Skira Films e Flag-Films e presenta la voce narrante dell'attore Daniel Gélin. Il formato di produzione è 35 mm.